# Oteapan (kommun)
Oteapan är en kommun i Mexiko.   Den ligger i delstaten Veracruz, i den sydöstra delen av landet, 500 km öster om huvudstaden Mexico City. Antalet invånare är 12 759. Arean är 28,0 kvadratkilometer.
Terrängen i Oteapan är platt.
Följande samhällen finns i Oteapan:
- Oteapan